# Luciana Tella
Luciana Camargo Tella (Campinas-SP, 31 de dezembro de 1969) é uma ex-tenista profissional brasileira. Nos Jogos Pan-Americanos de 1995, em Mar del Plata, foi medalhista de bronze, jogando ao lado de Andrea Vieira.

## Carreira
Natural de Campinas, Tella apareceu pela primeira vez no WTA Tour na temporada de 1986 e alcançou o 154º lugar no ranking mundial de simples.
No Aberto da França de 1988, ela competiu na chave principal das provas de duplas femininas e duplas mistas.
Ela participou de um total de 19 partidas da Fed Cup pelo Brasil, que incluíram partidas do Grupo Mundial contra a Tchecoslováquia em 1988 e o Canadá em 1989.
Desde 1998 dirige a Academia Tella de Tênis, em Campinas.